# Koralionastes angustus
Koralionastes angustus är en svampart som beskrevs av Kohlm. & Volkm.-Kohlm. 1987. Koralionastes angustus ingår i släktet Koralionastes och familjen Koralionastetaceae.   Inga underarter finns listade i Catalogue of Life.